# Patricia L. Crown
Patricia Louise Crown ist eine US-amerikanische Archäologin und Anthropologin. Ihr Forschungsschwerpunkt liegt vor allem in der Archäologie des nordamerikanischen Südwestens.

## Leben
Crown studierte an der University of Pennsylvania in Philadelphia Anthropologie und erhielt dort 1974 einen Bachelor of Arts summa cum laude. Anschließend setzte sie ihr Studium an der University of Arizona in Tucson fort. Hier erhielt sie 1976 einen Master of Arts in Anthropologie und promovierte 1981 bei Emil W. Haury mit der Dissertation Variability in Ceramic Manufacture at the Chodistaas Site, East-Central Arizona.
Nachdem sie bereits während ihres Studiums von 1979 bis 1980 als Archaeological Specialist in der Cultural Resource Management Section des zur Universität gehörenden Arizona State Museum gearbeitet hatte, war Crown von 1980 bis 1985 als Assistant Archaeologist in der gleichen tätig. Von 1985 bis 1990 lehrte sie als Assistant Professor am Department of Anthropology der Southern Methodist University. Danach lehrte sie am Department of Anthropology der Arizona State University, erst von 1991 bis 1992 als Assistant Professor, anschließend von 1992 bis 1993 als Associate Professor. 1993 wechselte Crown an die University of New Mexico. Am dortigen Department of Anthropology lehrte sie von 1993 bis 1998 als Associate Professor, von 1998 bis 2008 als Professor und seit 2008 als Distinguished Professor. 2014 wurde sie in die National Academy of Sciences gewählt.
1994 erhielt sie den Award for Excellence in Ceramic Studies der Society for American Archaeology. 1998 erhielt sie den Gordon R. Willey Prize der archäologischen Abteilung der American Anthropological Association. 2015 erhielt sie den Presidential Award of Distinction der University of New Mexico, sowie den Heritage Preservation Award des Bundesstaates New Mexico in der Kategorie Individual Achievement.
Crown ist Mitglied der American Anthropological Association, der Archaeological Society of New Mexico, der Arizona Archaeological and Historical Society, des New Mexico Archaeological Council und der Society for American Archaeology.

## Veröffentlichungen (Auswahl)
- mit W. James Judge  (Hrsg.): Chaco and Hohokam. Prehistoric Regional Systems in the American Southwest. (1991, School of American Research Press, Santa Fe)
- Ceramics and Ideology. Salado Polychrome Pottery. (1994, University of New Mexico Press)
- mit Barbara J. Mills (Hrsg.): Ceramic Production in the American Southwest. (1995, The University of Arizona Press)
- (Hrsg.): Women and Men in the prehispanic Southwest. Gendered perspectives on labor, power, and prestige in the American Southwest (2000, School of American Research Press, Santa Fe)
- mit Deborah L. Nichols (Hrsg.): Social Violence in the Prehispanic American Southwest (2008, University of Arizona Press, Tucson)
- (Hrsg.): The Pueblo Bonito Mounds of Chaco Canyon. Material Culture and Fauna (2016, UNM Press, Albuquerque)